# Alte Mühle (Weywertz)
De Alte Mühle (ook: Vieux Moulin of Moulin de Wévercé) is een voormalige watermolen in de tot de Luikse gemeente Bütgenbach behorende plaats Weywertz, gelegen aan Mühlenstraße 32.
Deze bovenslagmolen op de Warche fungeerde als korenmolen.

## Geschiedenis
In 1834 werd een watermolen met woonhuis, schuur en stal gebouwd. In 1909 werd de molen omgebouwd tot elektriciteitscentrale door Warchetalwerke GmbH Weywertz. Ze leverde, met behulp van enkele turbines, stroom aan de omliggende dorpen. Er werd echter ook nog graan gemalen.
In 1931 werd de molen verkocht en werd de stroomopwekking gestaakt, waarna in 1932 ook de installatie werd verkocht. In de jaren '50 van de 20e eeuw werd de molen omgebouwd tot jeugdverblijf en dit duurde tot 1967.
Uiteindelijk werd de molen in 2003 omgebouwd tot hotel. Het uiterlijk is hetzelfde gebleven, maar zowel het waterrad als het binnenwerk van de molen zijn verdwenen. Wat bleef zijn drie panden welke om een pleintje zijn gegroepeerd.